# The Man with the Twisted Lip
The Man with the Twisted Lip ist ein britischer Stummfilm aus dem Jahr 1921 und eine Adaption der 1891 erschienenen Kriminalgeschichte Der Mann mit der entstellten Lippe von Arthur Conan Doyle.

## Handlung
Die Handlung entspricht, abgesehen von einigen Kürzungen und Vereinfachungen, der literarischen Vorlage:
Nellie St. Clair, Mutter zweier Kinder und Gattin des angesehenen Bürgers Neville St. Clair, erhält per Telegramm die Aufforderung, bei einer Dampfschiff-Gesellschaft ein Paket abzuholen, das per Schiff für sie angekommen ist. Im Hafenviertel kommt sie an einer Opiumhöhle vorbei und sieht in einem Fenster im Obergeschoss ihren Mann, die bei ihrem Anblick aufschreit. Sie glaubt, ihr Mann werde dort überfallen oder gar ermordet, der Besitzer der Opiumhöhle hält sie aber zurück und erst mit Hilfe der Polizei kann sie sich Zutritt verschaffen. Im Obergeschoss trifft sie auf einen als Mann mit der entstellten Lippe stadtbekannten Bettler, der das Zimmer gemietet hat. Im Zimmer werden persönliche Gegenstände von Neville sowie ein blutiger Fingerabdruck auf dem Fensterbrett gefunden. Kurz darauf findet die Polizei Nevilles Mantel, der, durch Münzen in den Taschen beschwert, vom Fenster aus in den Fluss geworfen wurde. Der Bettler streitet alles ab, wird aber festgenommen.
Ein paar Tage später erhält Nellie einen eilig geschriebenen Brief von ihrem Mann: Er sei noch am Leben und werde bald alles aufklären. Mit diesem Brief geht sie zu dem Privatdetektiv Sherlock Holmes, der bis zu diesem Zeitpunkt von einem Mord durch den Bettler ausging, auch wenn das Motiv unklar blieb. Nellie ist hingegen überzeugt, sie könne spüren, dass ihr Mann tatsächlich noch lebt. Holmes vergleicht Fingerabdrücke und stellt fest, dass der blutige Fingerabdruck tatsächlich von Neville stammt. Trotzdem zweifelt er nun an dem Mord. Er lässt sich zusammen mit Watson in die Zelle des Bettlers führen, nimmt einen nassen Schwamm und fährt diesem durchs Gesicht: Das entstellte Gesicht des Bettlers war nur geschminkt, darunter erscheint das Gesicht von Neville. Dieser gibt nun zu, keinen ehrlichen Beruf auszuüben, sondern seine Familie als Bettler zu ernähren, wozu er sich jeden Tag im Zimmer über der Opiumhöhle umzog und schminkte. Er tat dies schon vor seiner Heirat mit Nellie und hat ihr nie etwas davon erzählt.
Da Neville nicht für den Mord an ihm selbst belangt werden kann, wird er freigelassen. Zurück in Holmes’ Wohnung erfährt Nellie die ganze Wahrheit. Neville kommt dazu, bereut seinen Betrug und Nellie versöhnt sich mit ihm.

## Produktion
Der Theaterdirektor Sir Oswald Stoll gründete 1918 seine eigene Filmproduktionsfirma Stoll Picture Productions, die in der Stummfilmzeit zu den erfolgreichsten in Großbritannien gehörte. Er kaufte Arthur Conan Doyle die Filmrechte an den Sherlock-Holmes-Geschichten ab und drehte zwischen 1920 und 1923 47 Sherlock-Holmes-Stummfilme, davon 45 Kurz- und zwei Langfilme. In allen spielte Eille Norwood in der Hauptrolle. The Man with the Twisted Lip war der achte Film dieser Reihe und kam in Großbritannien im April 1921 in die Kinos, im Jahr darauf erschien er in den USA und Frankreich. Die erste DVD-Veröffentlichung gab es 2002 in den USA, produziert von Grapevine Video.